# Betty Dittrich
Pour les articles homonymes, voir Dittrich.
 (septembre 2021).
Betty Dittrich, nom de scène d'Emma Elisabeth Dittrich (née en 1984 à Malmö) est une chanteuse suédoise faisant carrière en Allemagne.

## Biographie
Le père de Dittrich est né en Allemagne et déménage en Suède quand il a un an. Sa grand-mère suédophone vivait en Allemagne pendant l'enfance de Dittrich. Ses parents sont des musiciens dans les années 1960.
Dans sa jeunesse, Dittrich apprend à jouer de divers instruments de musique. À 16 ans, elle commence à étudier la musique à Sundsgymnasiet à Vellinge. Elle fait une formation professionnelle en tant que chanteuse et guitariste au Kulturama, le principal collège de Scandinavie pour les cours artistiques. En tant qu'étudiante d'échange, elle visite l'Allemagne pendant six mois, a l'occasion de faire une démo en allemand avec d'autres auteurs-compositeurs, surprise par le résultat, elle décide de chanter avec des textes en allemand.
Dittrich déménage à Stockholm en 2004, où elle fonde le groupe pop Shebang avec Marina Ljung, qui a quelques succès en Scandinavie et au Japon jusqu'à la rupture en 2008. En 2009, elle fait une tournée de clubs à travers la Suède et le Danemark en tant qu'artiste solo. Elle vit à Berlin depuis début 2011. Selon sa propre évaluation, sa musique est influencée par la pop des années 1960 et 1970. Bien que l'allemand ne soit pas sa langue maternelle, elle crée environ 60 titres musicaux avec des paroles en allemand. Sous contrat avec EMI Music, elle travaille sur son premier album début 2013, qui sort le 22 février 2013 sous le titre Gute Jungs, Bad Mädchen.
Le 15 février 2013, la chanson LaLaLa est publiée en single, la veille de sa participation de l'émission de sélection de l'Allemagne pour le Concours Eurovision de la chanson 2013 dans sa ville natale de Malmö. Le titre, qui a fait sa première télévisée le 28 janvier 2013, est composé par elle en collaboration avec Andreas John. Elle finit huitième des douze participants.
En septembre 2014, Betty Dittrich annonce qu'elle lancera un nouveau projet musical appelé Qveen Elizabeth. En mars 2016, elle prend pour nom de scène Emma Elisabeth. Elle sort un album Cover Stories qui ne contient que des reprises en anglais.

## Discographie
Singles
- 2013 : LaLaLa

Albums
- 2013 : Gute Jungs, böse Mädchen
- 2016 : Cover Stories

Sous le nom d'Emma Elisabeth
- 2017 : We Gotta Talk - EP
- 2019 : Live & Stripped Down
- 2019 : Melancolic Milkshake